# Boina (fumarolové pole)
Boina je fumarolové pole, nacházející se na březích jezera Abbé, na hranicích Etiopie a Džibutska. V okolí se nacházejí bazaltové horniny pliocenně-pleistocenního stáří, patřící do souvrství Afarské série.